# Giardino dell'Amore
Giardino dell'Amore è un dipinto attribuito a Bernardino da Asola. Eseguito tra il 1535 e il 1550, è conservato nella National Gallery di Londra.

## Descrizione
Il soggetto del dipinto è stato ipotizzato essere un immaginario "giardino dell'amore", visti gli attributi della coppia in primo piano (fiori, strumenti musicali e una coppia di colombi), e la coppia abbracciata in secondo piano.

## Attribuzione e datazione
Il dipinto era precedentemente ricondotto alla scuola di Giorgione. L'abbigliamento dei personaggi suggerisce una datazione posteriore al 1540 e un ambito di origine bresciano.